# Zimbabwe vid världsmästerskapen i friidrott 2022
Zimbabwe tävlade vid världsmästerskapen i friidrott 2022 i Eugene i USA mellan den 15 och 24 juli 2022. Zimbabwe hade en trupp på tre idrottare.

## Resultat

### Herrar
Gång- och löpgrenar
| Idrottare           | Gren      | Försöksheat | Försöksheat | Semifinal        | Semifinal        | Final            | Final            |
| Idrottare           | Gren      | Resultat    | Placering   | Resultat         | Placering        | Resultat         | Placering        |
| ------------------- | --------- | ----------- | ----------- | ---------------- | ---------------- | ---------------- | ---------------- |
| Tinotenda Matiyenga | 200 meter | 20,72       | 34          | Gick inte vidare | Gick inte vidare | Gick inte vidare | Gick inte vidare |
| Isaac Mpofu         | Maraton   | —           | —           | —                | —                | 2:07.56 0NR0     | 10               |

Teknikgrenar
| Idrottare         | Gren    | Kval    | Kval      | Final            | Final            |
| Idrottare         | Gren    | Distans | Placering | Distans          | Placering        |
| ----------------- | ------- | ------- | --------- | ---------------- | ---------------- |
| Chengetayi Mapaya | Tresteg | 15,75 m | 27        | Gick inte vidare | Gick inte vidare |